# Рицежевко (Західнопоморське воєводство)
Рицежевко (пол. Rycerzewko, нім. Neu Ritzerow) — село в Польщі, у гміні Свідвин Свідвинського повіту Західнопоморського воєводства.